# Indywidualne Mistrzostwa Europy Juniorów na Żużlu 2011
Indywidualne Mistrzostwa Europy Juniorów na Żużlu 2011 – cykl zawodów żużlowych, mających wyłonić najlepszych zawodników indywidualnych mistrzostw Europy juniorów do 19 lat w sezonie 2011. W finale zwyciężył Polak Piotr Pawlicki.

## Finał
- Lublana, 9 lipca 2011

| Msc. | Zawodnik               | Kraj      | Pkt   |             |  |
| ---- | ---------------------- | --------- | ----- | ----------- |  |
| 1    | Piotr Pawlicki         | Polska    | 14    | (3,3,3,3,2) |  |
| 2    | Michael Jepsen Jensen  | Dania     | 12 +3 | (2,3,3,3,1) |  |
| 3    | Witalij Biełousow      | Rosja     | 12 +2 | (3,1,2,3,3) |  |
| 4    | Szymon Woźniak         | Polska    | 12+1  | (3,1,3,2,3) |  |
| 5    | Tobiasz Musielak       | Polska    | 9     | (2,u,2,2,3) |  |
| 6    | Bartosz Zmarzlik       | Polska    | 9     | (2,2,2,w,3) |  |
| 7    | Mikkel Bech Jensen     | Dania     | 8     | (0,2,3,3,0) |  |
| 8    | Jonas Brøndum Andersen | Dania     | 8     | (2,2,0,2,2) |  |
| 9    | Kai Huckenbeck         | Niemcy    | 7     | (3,2,1,1,d) |  |
| 10   | Dino Kovacic           | Chorwacja | 6     | (1,3,0,2,0) |  |
| 11   | Václav Milík           | Czechy    | 6     | (1,1,1,1,2) |  |
| 12   | Mikołaj Curyło         | Polska    | 5     | (1,0,3,1,0) |  |
| 13   | Andžejs Ļebedevs       | Łotwa     | 4     | (0,0,1,1,2) |  |
| 14   | Artur Czaja            | Polska    | 3     | (0,1,2,u,w) |  |
| 15   | Danny Maassen          | Niemcy    | 3     | (1,1,0,d,1) |  |
| 16   | Matic Ivačič           | Słowenia  | 1     | (0,0,0,0,1) |  |
|      | rez. Roman Čejka       | Czechy    | ns    |             |  |

## Bieg po biegu
1. Woźniak, Musielak, Milík, Czaja
2. Huckenbeck, Zmarzlik, Kovacic, Bech Jensen
3. Biełousow, Jepsen Jensen, Maassen, Ivačič
4. Pawlicki, Andersen, Curyło, Ļebedevs
5. Pawlicki, Zmarzlik, Czaja, Ivačič
6. Woźniak, Bech Jensen, Biełousow, Curyło
7. Kovacic, Andersen, Maassen, Musielak (u)
8. Jepsen Jensen, Huckenbeck, Milík, Ļebedevs
9. Bech Jensen, Czaja, Ļebedevs, Maassen
10. Jepsen Jensen, Zmarzlik, Woźniak, Andersen
11. Curyło, Musielak, Huckenbeck, Ivačič
12. Pawlicki, Biełousow, Milík, Kovacic
13. Jepsen Jensen, Kovacic, Curyło, Czaja (u)
14. Pawlicki, Woźniak, Huckenbeck, Maassen (d)
15. Biełousow, Musielak, Ļebedevs, Zmarzlik (w)
16. Bech Jensen, Andersen, Milík, Ivačič
17. Biełousow, Andersen, Huckenbeck (d), Czaja (w)
18. Woźniak, Ļebedevs, Ivačič, Kovacic
19. Musielak, Pawlicki, Jepsen Jensen, Bech Jensen
20. Zmarzlik, Milík, Maassen, Curyło
21. Bieg o miejsca 2-4: Jepsen Jensen, Biełousow, Woźniak